# کریگ زادان
کریگ زادان (انگلیسی: Craig Zadan؛ زادهٔ ۱۵ آوریل ۱۹۴۹ درگذشته ۲۰ اوت ۲۰۱۸ (۶۹ سال)) یک تهیه‌کننده و کارگردان اهل ایالات متحده آمریکا بود. او به همراه دوستش، نیل مرون، پس از ملاقاتی در اجتماع تئاتری نیویورک، تیم تولید استوری‌لاین انترتینمنت (به انگلیسی: Storyline Entertainment) را بنیان نهادند.

## کارها
زادان به‌همراه نیل مرون تهیه‌کننده هشتاد و پنجمین دوره جوایز اسکار بودند.

## فیلم‌ها
- شیکاگو (سال ۲۰۰۲ - مجری طرح)
- اسپری‌مو (سال ۲۰۰۷ - تهیه‌کننده)
- بهترین مثال (سال ۲۰۰۸ - مجری طرح)
- ۴۵۱ درجه فارنهایت (سال ۲۰۰۹ - تهیه‌کننده)

## جوایز و نامزدی‌ها
زادان به‌همراه مرون تاکنون توانسته‌اند «جایزه موفقیت کاری» (به انگلیسی: Career Achievement Award) را از آن خود بکنند. او همچنین تاکنون ۸ بار نامزد جایزه امی شده است.